# مایسویل (کارولینای شمالی)
مایسویل (به انگلیسی: Maysville) شهری در ایالت کارولینای شمالی کشور ایالات متحده آمریکا است که جمعیت آن در سرشماری سال ۲۰۱۰ میلادی، ۱٬۰۱۹ نفر بوده‌است.